# Luna Papa
Luna Papa (en ruso: Лунный папа) es una película de 1999 dirigida y coescrita por Bajtiyor Judoynazárov. La película es una producción internacional rusa, alemana, austriaca, francesa, japonesa, suiza, tayika y uzbeka. Chulpán Jamátova interpreta a Mamlakat, la protagonista de la película.
A pesar de la financiación predominantemente europea y la baja participación de compañías de Asia Central, Judoynazárov considera que su película es "típicamente de Asia Central". Esta película también puede considerarse una de las películas de Asia Central más conocidas internacionalmente. El guion, fruto de la colaboración entre el director y el cineasta georgiano Irakli Kvirikadze, reúne diversas influencias. La historia es contada por un feto, que narra las aventuras de su madre, que busca al padre desconocido con la ayuda de su familia. El título se refiere al punto de partida de la historia: la sigilosa relación entre la heroína y lo desconocido durante una noche de luna llena.
Luna Papa fue estrenada en el Festival de Cine de Venecia de 1999, en una sección no competitiva, después de haber esperado estar en la competencia oficial. La película ha sido galardonada varias veces, en particular ganando el Montgolfière d'or en Nantes, el Premio Nika al mejor director y el premio a la mejor contribución artística en Tokio.

## Sinopsis
Mamlakat, de 17 años, vive con su padre Safar y el hermano discapacitado Nasreddín en una aldea de Asia Central entre Tayikistán y Uzbekistán. Ella está trabajando en un pequeño restaurante y casa de té y sueña con convertirse en actriz. Cuando una compañía de teatro errante ingresa a la ciudad, echa de menos la representación teatral, pero es seducida por un hombre en la noche y la deja embarazada.
Sin tener idea de cómo sucedió esto y quién es el padre y decidida a preservar su honor, su excéntrica familia emprende un viaje para encontrar al padre del niño de Mamlakat y obligarlo a casarse con ella. Durante este viaje con un viejo automóvil cargado de conejos a través de Uzbekistán, Tayikistán y Kirguistán, la familia conoce a varios bandidos y al encantador impostor Álik, quien se hace pasar por el seductor en la oscuridad, y se enamora del Mamlakat.

## Reparto
- Chulpán Jamátova como Mamlakat.
- Moritz Bleibtreu como Nasreddín.
- Ato Mujamedzhánov como Safar.
- Merab Ninidze como Álik.
- Polina Ráykina como Jabibulá (voz).
- Nikolái Fomenko como Yassir.
- Dinmujamet Ajímov como ginecólogo.